# Vivid Wise As
Vivid Wise As, född 31 januari 2014, är en italiensk varmblodig travhäst. Han tränas och körs av Alessandro Gocciadoro.
Vivid Wise As började tävla 2016. Han har till juni 2023 sprungit in 2,8 miljoner euro på 84 starter varav 34 segrar, 11 andraplatser och 9 tredjeplatser. Han har tagit karriärens hittills största seger i International Trot (2023). Han har även segrat i Gran Premio Allevatori (2016), Gran Premio Tito Giovanardi (2017), Gran Premio Nazionale (2017), Gran Premio Gaetano Turilli (2019, 2020, 2023), Grand Prix du Departement des Alpes-Maritimes (2019, 2020, 2021, 2022), Grand Critérium de Vitesse (2020, 2021), Prix de l'Atlantique (2021, 2022), Gran Premio delle Nazioni (2021, 2022, 2023), Prix de France (2022) och Gran Premio Duomo (2023). Han har även kommit på andra plats i Elitloppet (2021), Prix de Washington (2021) och Gran Premio Lotteria (2022).

## Karriär
Vivid Wise As började tävla som tvååring 2016, och tog 7 segrar på 8 starter under debutsäsongen, bland annat i Gran Premio Allevatori. Han var den vinstrikaste hingsten/valacken i kullen som tvååring i Italien.
Som treåring segrade Vivid Wise As i hälften av sina åtta starter, bland annat i Grupp 1-loppen Gran Premio Tito Giovanardi och Gran Premio Nazionale, vilket gjorde honom till den näst vinstrikaste hingsten/valacken i kullen som treåring i Italien. Som fyraåring startade han dock 10 gånger utan att ta en enda seger. 
Som äldre travare har han segrat två år i rad i Grupp 1-loppen Gran Premio Gaetano Turilli och Grand Critérium de Vitesse. Han har även segrat i Prix de l'Atlantique.

### Elitloppet
Vivid Wise As blev som första häst inbjuden till 2020 års upplaga av Elitloppet på Solvalla, efter segern i Grand Critérium de Vitesse den 8 mars. Efter att Alessandro Gocciadoro blivit uppmärksammad för felaktiga drivningar i lopp, flyttades hästen till Björn Goops träning, och fick därmed behålla sin inbjudan till Elitloppet. I Elitloppet galopperade Vivid Wise As direkt bakom startbilen och diskvalificerades. Efter starten i Elitloppet flyttades Vivid Wise As tillbaka till Gocciadoro.
Den 25 april 2021 bjöds Vivid Wise As in som tredje häst till 2021 års upplaga av Elitloppet, efter att ha segrat i Grand Critérium de Vitesse och Prix de l'Atlantique. Elitloppet kördes den 30 maj 2021 på Solvalla. Han vann sitt försök efter att ha tagit ledningen. Även i finalen lyckades han ta ledningen och slutade på andraplats, förbispurtad av Don Fanucci Zet som segrade med en längd.

### 2022
Då Vivid Wise As segrade i 2022 års upplaga av Prix de France tillsammans med Matthieu Abrivard, gjorde han det på nya löpningsrekordet 1.09,7 över 2100 meter.

## Statistik
| Statistik för Vivid Wise As (Ref.) | Statistik för Vivid Wise As (Ref.) | Statistik för Vivid Wise As (Ref.) | Statistik för Vivid Wise As (Ref.) | Statistik för Vivid Wise As (Ref.) | Statistik för Vivid Wise As (Ref.) |
| ---------------------------------- | ---------------------------------- | ---------------------------------- | ---------------------------------- | ---------------------------------- | ---------------------------------- |
| Starter                            | Placeringar                        | Startprissumma                     | Segerprocent                       | Platsprocent                       | Rekord                             |
| 84                                 | 34-11-9                            | 2 884 943 euro                     | 40 %                               | 64 %                               | 1.08,6ak,                          |

### Större segrar
| År   | Lopp                         | Kusk                  | Vinstbelopp | Grupp   |
| ---- | ---------------------------- | --------------------- | ----------- | ------- |
| 2016 | Gran Premio Allevatori       | Enrico Bellei         | 64 400 EUR  | Grupp 1 |
| 2017 | Gran Premio Nazionale        | Enrico Bellei         | 64 400 EUR  | Grupp 1 |
| 2017 | Gran Premio Tito Giovanardi  | Enrico Bellei         | 64 400 EUR  | Grupp 1 |
| 2019 | Gran Premio Gaetano Turilli  | Alessandro Gocciadoro | 64 400 EUR  | Grupp 1 |
| 2020 | Grand Critérium de Vitesse   | Alessandro Gocciadoro | 76 500 EUR  | Grupp 1 |
| 2020 | Gran Premio Gaetano Turilli  | Alessandro Gocciadoro | 64 400 EUR  | Grupp 1 |
| 2020 | Gran Premio Freccia d'Europa | Alessandro Gocciadoro | 64 400 EUR  | Grupp 1 |
| 2021 | Grand Critérium de Vitesse   | Alessandro Gocciadoro | 76 500 EUR  | Grupp 1 |
| 2021 | Prix de l'Atlantique         | Alessandro Gocciadoro | 76 500 EUR  | Grupp 1 |
| 2021 | Gran Premio delle Nazioni    | Matthieu Abrivard     | 125 000 EUR | Grupp 1 |
| 2022 | Prix de France               | Matthieu Abrivard     | 180 000 EUR | Grupp 1 |
| 2022 | Prix de l'Atlantique         | Matthieu Abrivard     | 90 000 EUR  | Grupp 1 |
| 2022 | Prix René Ballière           | Matthieu Abrivard     | 90 000 EUR  | Grupp 1 |
| 2022 | Gran Premio delle Nazioni    | Matthieu Abrivard     | 125 000 EUR | Grupp 1 |
| 2023 | Grand Critérium de Vitesse   | Matthieu Abrivard     | 90 000 EUR  | Grupp 1 |
| 2023 | Gran Premio Costa Azzurra    | Matthieu Abrivard     | 64 400 EUR  | Grupp 1 |
| 2023 | Gran Premio Gaetano Turilli  | Matthieu Abrivard     | 64 400 EUR  | Grupp 1 |
| 2023 | International Trot           | Matthieu Abrivard     | 500 000 USD | Grupp 1 |
| 2023 | Gran Premio delle Nazioni    | Matthieu Abrivard     | 125 000 EUR | Grupp 1 |
| 2023 | Gran Premio Duomo            | Matthieu Abrivard     | 39 000 EUR  | Grupp 1 |